# A sárkány éve
A sárkány éve (eredeti cím: Year of the Dragon) egy 1985-ös amerikai film, melyet Michael Cimino rendezett, főszereplői pedig Mickey Rourke, Ariane Koizumi és John Lone. A forgatókönyvet Oliver Stone és Michael Cimino írta, Robert Daley könyve alapján. A filmet jelölték az 1985-ös Arany Málna díjra a legrosszabb forgatókönyv és legrosszabb színésznő kategóriákban.

## Cselekmény
A film története New York kínai negyedében játszódik, ahol bűnbandák versengenek egymással a hatalomért. Joey Tai (John Lone) át akarja venni a hatalmat a negyedben. Ezzel a helyzettel kell megbirkóznia a negyed új rendőrkapitányának, Stanley Whitenak (Mickey Rourke), aki a vietnámi háborúban szerzett tapasztalatával próbálja megoldani a problémát.

## Szereplők
| Szereplő                                                                                               | Színész          | Magyar hang            |
| --- | ---------------- | ---------------------- |
| Stanley White kapitány                                                                                 | Mickey Rourke    | Szakácsi Sándor        |
| Joey Tai                                                                                               | John Lone        | Csankó Zoltán          |
| Tracy Tzu                                                                                              | Ariane Koizumi   | Orosz Helga            |
| Angelo Rizzo                                                                                           | Leonard Termo    | Kisfalussy Bálint      |
| Louis Bukowski                                                                                         | Raymond J. Barry | Dobránszky Zoltán      |
| Connie White                                                                                           | Caroline Kava    | Jani Ildikó            |
| William McKenna                                                                                        | Eddie Jones      | Ujlaki Dénes           |
| Ronnie Chang                                                                                           | Joey Chin        | ?                      |
| Harry Yung                                                                                             | Victor Wong      | Szabó Ottó             |
| Milton Bin                                                                                             | K. Dock Yip      | Horkai János           |
| Fred Hung                                                                                              | Hon Lam Bau      | Botár Endre            |
| Francis Kearney                                                                                        | Daniel Davin     | ?                      |
| Brendon S. Sullivan rendőrkapitány                                                                     | Mark Hammer      | Makay Sándor           |
| Herbert Kwong                                                                                          | Dennis Dun       | Fekete Zoltán          |
| Alan Perez                                                                                             | Jack Kehler      | Schnell Ádám           |
| Tony Ho                                                                                                | Steven Chen      | Izsóf Vilmos           |
| Lenny Carranza                                                                                         | Tony Lip         | ?                      |
| Teddy Tedesco                                                                                          | Paul Scaglione   | Kun Vilmos             |
| I. Apáca                                                                                               | Fabia Drake      | Kassai Ilona           |
| II. Apáca                                                                                              | Tisa Chang       | Czigány Judit          |
| Fehér Por Ma                                                                                           | Mei Sheng Fan    | Papp János             |
| Ban Sung tábornok                                                                                      | Yukio Yamamoto   | Sinkovits-Vitay András |
| Gengszterlány                                                                                          | Doreen Chan      | Nyírő Beáta            |
| Jackie Wong fia                                                                                        | Paul J.Q. Lee    | Czvetkó Sándor         |
| Kínai doktor                                                                                           | –                | Haás Vander Péter      |
| Piros kabátos kínai                                                                                    | –                | Széles László          |
| Afroamerikai                                                                                           | –                | Várkonyi András        |
| További magyar hangok                                                                                  |                  |                        |
| Barabás Kiss Zoltán, Bartucz Attila, Csere Ágnes, Imre István, Rosta Sándor, Szűcs Sándor, Zalán János |                  |                        |